# 14 septembre en sport
14 août 14 octobre
Chronologies thématiques
- Croisades
- Ferroviaires
- Disney

Le 14 septembre est le 257e jour de l'année (258e en cas d'année bissextile) du calendrier grégorien.

## Événements

### XIXesiècle
- 1865 :
  - (Golf) : Andrew Strath remporte l'Open britannique à Prestwick Golf Club en Écosse.
- 1891 :
  - (Football) : John Heath de Wolverhampton Wanderers FC inscrit le premier but sur penalty de l’histoire du football.

### XXesièclede1901à1950
- 1910 :
  - (Football) : la sélection de Moscou s'impose 3-0 face à la sélection de Saint-Pétersbourg. En six éditions de ce match inter-villes, c'est la première victoire des Moscovites sur les joueurs de Saint-Petersbourg. Le match se tenait à Moscou devant un peu plus de 3 000 spectateurs.
- 1913 :
  - (Football) : à Moscou, la Russie et la Norvège font match nul 1-1.

### XXesièclede1951à2000
- 1952 :
  - (Athlétisme) : nouveau record du monde du lancer du marteau avec un lancer à 61,25 mètres réalisé par le Norvégien Sverre Strandli. Il bat ainsi le précédent record du Hongrois József Csermák établit en juillet de la même année.
- 1968 :
  - (Athlétisme) : le Hongrois Gyula Zsivótzky établit à Budapest un nouveau record du monde du lancer du marteau avec un jet à 73,76 mètres. Il améliore ainsi son propre record de deux centimètres.
- 1973 :
  - (Rallye automobile) : arrivée du Rallye autrichien des Alpes.
- 1980 :
  - (Formule 1) : Grand Prix automobile d'Italie.

### XXIesiècle
- 2003 :
  - (Formule 1) : Grand Prix d'Italie.
- 2005 :
  - (Football) : Ligue des champions 2005-2006 :
    - Groupe A : Rapid de Vienne 0-1 Bayern de Munich
    - Groupe A : FC Bruges 1-2 Juventus
    - Groupe B : AC Sparta Prague 1-1 Ajax Amsterdam
    - Groupe B : Arsenal FC 2-1 FC Thoune
    - Groupe C : Udinese Calcio 3-0 Panathinaïkos
    - Groupe C : Werder Brême 0-2 FC Barcelone
    - Groupe D : Villarreal CF 0-0 Manchester United
    - Groupe D : Benfica Lisbonne 1-0 Lille OSC
- 2007 :
  - (Judo) : deuxième journée des Championnats du monde à Rio de Janeiro (Brésil). La Française Gévrise Émane remporte le titre des poids moyens et la Cubaine Driulis Gonzalez s'impose des poids mi-moyens. Chez les hommes, le Géorgien Irakli Tsirekidze enlève le titre en moyens et le Brésilien Tiago Camilo s'impose en mi-moyens.
- 2008 :
  - (Formule 1) : Grand Prix d'Italie.
- 2016 :
  - (Football /UEFA) : le Slovène Aleksander Čeferin succède à Michel Platini à la tête de l'UEFA.
- 2018 :
  - (Cyclisme sur route /Tour d'Espagne) : sur la 19e étape du Tour d'Espagne qui relie Lérida et Andorre, sur un parcours de 154,4 kilomètres, victoire du Français Thibaut Pinot. Le Britannique Simon Yates conserve du maillot rouge.
  - (Sport nautique /Course en solitaire) : le Français Sébastien Simon, en se classant 14e de l’ultime étape-sprint de 160 milles mais vainqueur des 2e et 3e étapes, décroche son premier grand sacre dans la 49e édition de la Solitaire du Figaro pour sa 5e participation.
- 2023 :
  - (Cyclisme sur route /Tour d'Espagne) : sur la 18e étape du Tour d'Espagne qui se déroule entre Pola de Allande et La Cruz de Linares dans les Asturies sur une distance de 178,9 km, victoire du Belge Remco Evenepoel et l'Américain Sepp Kuss conserve le maillot rouge.
- 2024 :
  - (Futsal /Mondial) : début de la 10e édition de la Coupe du monde de futsal qui a lieu en Ouzbékistan jusqu'au 6 octobre 2024.

## Naissances

### XIXesiècle
- 1865 :
  - Edgar Aabye, tireur à la corde danois. Champion olympique aux Jeux de Paris 1900. († 30 avril 1941).

- 1869 :
  - Kid Nichols, joueur de baseball américain. († 11 avril 1953).
- 1880 :
  - Archie Hahn, athlète de sprint américain. Champion olympique du 60 m, du 100 m et du 200 m aux Jeux de Saint-Louis 1904. († 21 janvier 1955).

### XXesièclede1901à1950
- 1901 :
  - Alex James, footballeur écossais. (8 sélections en équipe nationale). († 1er juin 1953).
- 1906 :
  - Flávio Costa, footballeur puis entraîneur brésilien. Sélectionneur de l'Équipe du Brésil de 1944 à 1950 et en 1956. Vainqueur de la Copa América 1949. († 22 novembre 1999).
- 1913 :
  - Severino Varela, footballeur uruguayen. Vainqueur de la Copa América 1942. (24 sélections en équipe nationale). († 29 juillet 1995).

- 1914 :
  - Robert Busnel, basketteur puis entraîneur et dirigeant français. Médaillé d'argent aux Jeux de Londres 1948. (32 sélections en équipe de France). Sélectionneur de l'Équipe de France féminine de 1946 à 1957 et de l'Équipe de France masculine de 1948 à 1956. Président de la FIBA de 1966 à 1980. († 15 mars 1991).
  - Lee Petty, pilote de courses automobile américain. († 5 avril 2000).
- 1918 :
  - Georges Berger, pilote de courses automobile belge. († 23 août 1967).
- 1919 :
  - Alphonse Rolland, footballeur français. († 26 février 2012).
- 1922 :
  - Şükrü Gülesin, footballeur turc. (11 sélections en équipe nationale). († 10 juillet 1977).
  - Lucien Zins, nageur puis entraîneur et dirigeant sportif français. DTN de 1964 à 1973. († 13 décembre 2002).
- 1923 :
  - Carl-Erik Asplund, patineur de vitesse suédois. Médaillé de bronze du 10 000m aux Jeux d'Oslo 1952. († 8 janvier 2024).
- 1927 :
  - Jim Fanning, joueur de baseball puis directeur sportif américain. († 25 avril 2015).
- 1932 :
  - Harry Sinden, hockeyeur sur glace puis entraîneur et dirigeant canadien. Médaillé d'argent aux Jeux de Squaw Valley 1960. Champion du monde de hockey sur glace 1958.
- 1933 :
  - Bruno Bollini, footballeur français. (3 sélections en équipe de France). († 20 février 2015).
- 1934 :
  - Henri Grange, basketteur français. (133 sélections en équipe de France).
- 1936 :
  - Justín Javorek, footballeur et ensuite entraîneur tchécoslovaque puis slovaque.

- 1939 :
  - John McKibbon, basketteur canadien.
  - Pierluigi Pizzaballa, footballeur italien. (1 sélection en équipe nationale).
- 1940 :
  - Larry Brown, basketteur puis entraîneur américain. Champion olympique aux Jeux de Tōkyō 1964. (9 sélections en équipe nationale). Sélectionneur de l'équipe des États-Unis, médaillée de bronze aux Jeux d'Athènes 2004.
- 1942 :

- - Marc Kanyan Case, footballeur français. († 6 janvier 2023).
- 1944 :
  - Günter Netzer, footballeur puis entraîneur allemand. Champion du monde de football 1974. Champion d'Europe de football 1972. (37 sélections en équipe nationale). Vainqueur de la Coupe des clubs champions 1983 en tant qu'entraîneur.
- 1945 :
  - Wolfgang Seguin, footballeur est-allemand puis allemand. Médaillé de bronze aux Jeux de Munich 1972. Vainqueur de la Coupe d'Europe des vainqueurs de coupe 1974. (21 sélections en équipe nationale).
- 1946 :
  - Rainer Schlutter, footballeur puis entraîneur est-allemand puis allemand. (5 sélections avec l'équipe d'Allemagne de l'Est).
- 1947 :
  - René Desayere, footballeur puis entraîneur belge.
  - Fredy Lienhard, pilote de courses automobile et homme d'affaires suisse.
  - Wolfgang Schwarz, patineur artistique individuel autrichien. Champion olympique aux Jeux de Grenoble 1968.
- 1948 :
  - Robert Taylor, athlète de sprint américain. Champion olympique du relais 4 × 100 m et médaillé d'argent du 100 m aux Jeux de Munich 1972. († 3 novembre 2007).

### XXesièclede1951à2000
- 1951 :
  - Michel Gomez, basketteur puis entraîneur français. Vainqueur de la Coupe Saporta 1988. Sélectionneur de l'Équipe de France de 1993 à 1995 et de 2008 à 2009.
- 1956 :
  - Bruno Houzelot, pilote de courses automobile français.
  - Ray Wilkins, footballeur puis entraîneur anglais. (84 sélections en équipe nationale).
- 1957 :
  - Tim Wallach, joueur de baseball américain.
- 1958 :
  - Alain Fabiani, volleyeur français. (392 sélections en équipe de France).
- 1961 :
  - Bernard Munster, pilote de courses de rallyes automobile belge.

- 1964 :
  - Laurent Fournier, footballeur puis entraîneur français. Vainqueur de la Coupe d'Europe des vainqueurs de coupe 1996. (3 sélections en équipe de France).
- 1966 :
  - Nikola Jurčević, footballeur et ensuite entraîneur yougoslave puis croate. (19 sélections avec l'équipe de Croatie).
- 1968 :
  - Siniša Ergotić, athlète de sauts en longueur croate.
- 1969 :
  - Denis Betts, joueur de rugby à XIII puis entraîneur anglais. (36 sélections en équipe nationale).
- 1970 :
  - Crawford Palmer, basketteur franco-américain.
- 1974 :
  - Hicham El Guerrouj, athlète de demi-fond marocain. Médaillé d'argent du 1 500 m aux Jeux de Sydney 2000 puis champion olympique du 1 500 m et du 5 000 m aux Jeux d'Athènes 2004. Champion du monde d'athlétisme du 1 500 m 1997, 1999, 2001 et champion du monde d'athlétisme du 1 500 m et médaillé d'argent du 5 000 m 2003. Détenteur du Record du monde du 1 500 m depuis le 14 juillet 1998. Membre du CIO depuis 2004.
- 1976 :
  - Lionel Nallet, joueur de rugby français. Vainqueur du Grand Chelem 2010 et des tournois des Six Nations 2006, 2007 puis du Bouclier européen 2003. (64 sélections en équipe de France).
- 1978 :
  - Stéphane Dumas, basketteur français.
  - Oluoma Nnamaka, basketteur suédois.
- 1981 :
  - Earl Barron, basketteur américain.
  - Martin Gould, joueur de snooker anglais.
  - Mohamed Tajouri, handballeur tunisien. Vainqueur de la Coupe arabe des clubs vainqueurs de coupe 2000 et 2001, du championnat arabe des clubs champions 2001, 2004 et 2010 puis de la Coupe d'Afrique des vainqueurs de coupe 2012. (22 sélections en équipe nationale).
- 1983 :
  - Olivier Auriac, footballeur français.
  - Filip Mirkulovski, handballeur macédonien. (116 sélections en équipe nationale).
  - Simon Rytz, hockeyeur sur glace suisse.
  - Jennifer Zietz, footballeuse allemande. Championne d'Europe de football féminin 2009. Victorieuse de la Coupe féminine de l'UEFA 2005 et de la Ligue des champions féminine 2010. (15 sélections en équipe nationale).
- 1985 :
  - Mouhammad Faye, basketteur sénégalais.
- 1986 :
  - David Desharnais, hockeyeur sur glace canadien.
  - Steven Naismith, footballeur écossais. (47 sélections en équipe nationale).
  - Reggie Williams, basketteur américain.
- 1987 :
  - Alade Aminu, basketteur américano-nigérian.
  - Grégory Beugnet, athlète de demi-fond français.
  - Eric Fry, joueur de rugby à XV américain. (41 sélections en équipe nationale).
  - Gašper Vidmar, basketteur slovène.

- 1988 :
  - Martin Fourcade, biathlète français. Médaillé d'argent du 15 km départ en ligne aux Jeux de Vancouver 2010, champion olympique de la poursuite et du 20 km individuel, médaillé d'argent du 15 km départ en ligne aux Jeux de Sotchi 2014 puis champion olympique de la poursuite, de la mass start et du relais mixte aux Jeux de Pyeongchang 2018. Champion du monde de biathlon de la poursuite 12,5 km, médaillé d'argent du sprint 10 km et médaillé de bronze du relais mixte 2011, champion du monde de biathlon du sprint 10 km, de la poursuite 12,5 km et du départ en ligne 15 km 2012, champion du monde de biathlon du 20 km puis médaillé d'argent du sprint, de la poursuite et du relais mixte 2013, champion du monde de biathlon du 20 km, médaillé d'argent du relais mixte puis médaillé de bronze du relais 4 × 7,5 km 2015, champion du monde de biathlon en individuel, du sprint, de la poursuite et du relais mixte puis médaillé d'argent de la mass star 2016, champion du monde de biathlon de la poursuite, médaillé d'argent du relais 4 × 7,5 km et du relais mixte puis médaillé de bronze en individuel et du sprint 2017. Membre du CIO
  - Sean Maitland, joueur de rugby à XV écossais. Vainqueur de la Coupe d'Europe de rugby à XV 2017. (34 sélections en équipe nationale).
- 1989 :
  - Jimmy Butler, basketteur américain.
  - Alexander Killorn, hockeyeur sur glace canadien.
  - Oier Olazábal, footballeur espagnol.
  - Jonathon Simmons, basketteur américain.
- 1990 :
  - Laura Kamdop, handballeuse française. (1 sélection en équipe de France).
  - Romain Taofifénua, joueur de rugby à XV français. Vainqueur du Grand Chelem 2022 ainsi que de la Coupe d'Europe 2015 et du Challenge européen 2022. (51 sélections en équipe de France).
- 1991 :
  - Nikita Stalnov, cycliste sur route kazakh.
- 1992 :
  - Kirsten Knip, volleyeuse néerlandaise. (120 sélections en équipe nationale).
  - Henriette Koulla, volleyeuse camerounaise. Championne d'Afrique féminin de volley-ball 2017 et 2019.
  - Renê, footballeur brésilien.
  - Karl Toko-Ekambi, footballeur franco-camerounais. Champion d'Afrique de football 2017. (62 sélections avec l'équipe du Cameroun).
- 1993 :
  - Perry Ellis, basketteur américain.
- 1994 :
  - Léo Dubois, footballeur français. Vainqueur de la Ligue des nations 2021. (12 sélections en équipe de France).
  - Gary Harris, basketteur américain.
  - Fahad al-Muwallad, footballeur saoudien. (74 sélections en équipe nationale).
  - Hossein Vafaei, joueur de snooker iranien.
  - Meryem Hajri, footballeuse et futsalleuse marocaine. (12 sélections avec l'équipe de football du Maroc et 2 avec celle futsal).
- 1995 :
  - Jevon Carter, basketteur américain.
  - Pape Abou Cissé, footballeur sénégalais.
  - Sander Sagosen, handballeur norvégien. Vainqueur de la Ligue des champions 2020. (156 sélections en équipe nationale).
- 1997 :
  - Jared Harper, basketteur américain.
  - Simon Olsson, footballeur suédois.
- 1998 :
  - Viktor Johansson, footballeur suédois. (2 sélections en équipe nationale).
- 2000 :
  - Nah'Shon Hyland, basketteur américain.

### XXIesiècle
- 2001 :
  - Ernest Terpiłowski, footballeur polonais.
- 2002 :
  - Pape Matar Sarr, footballeur sénégalais. (2 sélections en équipe nationale).
- 2003 :
  - Mahmoud Al-Aswad, footballeur syrien. (1 sélection en équipe nationale).
  - Moustapha Cissé, footballeur guinéen.
  - Arif Kocaman, footballeur turc.

## Décès

### XXesièclede1951à2000
- 1943 :
  - Ernst Linder, 75 ans, cavalier de dressage puis général d'armée suédois. Champion olympique de dressage aux Jeux de Paris 1924. (° 25 avril 1868).
- 1953 :
  - Robert Diochon, 70 ans, dirigeant sportif en football français. Cofondateur du FC Rouen et président du club de 1906 à 1907 et de 1908 à 1953. (° 9 juin 1883).
- 1962 :
  - Fred Schule, 82 ans, athlète de haies américain. Champion olympique du 110 m aux Jeux de Saint-Louis 1904. (° 27 septembre 1879).
- 1972 :
  - Arnaldo Carli, 71 ans, coureur cycliste italien. Champion olympique de poursuite par équipes aux Jeux d'Anvers en 1920. (° 30 juillet 1901).
- 1982 :
  - Vladislao Cap, 48 ans, footballeur puis entraîneur argentin. Vainqueur de la Copa América de 1959. Sélectionneur de l'équipe d'Argentine en 1974. (11 sélections en équipe nationale).
- 1984 :
  - Lou Brouillard, 73 ans, boxeur canadien. Champion du monde des poids welters entre 1932 et 1933 puis champion du monde des poids moyens de la NYSAC de 1933 à 1934. (° 23 mai 1911).
- 1987 :
  - Octave Dayen, 81 ans, coureur cycliste français. Champion du monde amateur de la course en ligne en 1926. (° 6 juin 1906).

### XXIesiècle
- 2007 :
  - Benny Vansteelant, 30 ans, duathlète belge. Champion du monde de duathlon 2000, 2001, 2003 et 2004. (° 19 novembre 1976).
- 2012 :
  - Frank Dudley, 87 ans, footballeur anglais. (° 9 mai 1925).
  - Ernest Kallet Bialy, 68 ans, footballeur ivoirien. (° 1943 ou 1944).
- 2013 :
  - Faith Leech, 72 ans, nageuse australienne. Championne olympique du relais 4 × 100 mètres nage libre et médaillée de bronze du 100 mètres nage libre aux Jeux d'été de Melbourne en 1956. (° 31 mars 1941).
- 2014 :
  - Dick Thompson, 94 ans, pilote de courses automobile américain. (° 9 juillet 1920).
- 2021 :
  - Youri Sedykh, 66 ans, athlète soviétique spécialiste du lancer du marteau. Champion olympique en 1976 et en 1980, médaillé d'argent en 1988, vice-champion du monde en 1983 puis champion du monde en 1991 et champion d'Europe en 1978, 1982 et 1986. Détenteur du record du monde à trois reprises en 1980 et depuis le 3 juillet 1984. (° 11 juin 1955).